# Fortuna czyha w lesie
Fortuna czyha w lesie – polski film fabularny z 2005 roku. Zdjęcia powstały od 29 maja do 17 czerwca 2005

## Obsada
- Wojciech Starostecki (Zenon Okrzasa)
- Anna Deka (Renata)
- Magdalena Gnatowska (Kobieta Pokorna)
- Anna Jarecka (Kobieta z Torbami)
- Monika Jóźwik (Pani Redaktor Z Telewizji Lux)
- Aleksandra Kisio (Córa Koryntu)
- Agata Kulesza (Pani Mecenas)
- Ewa Pająk (Pani Basia)
- Agnieszka Wosińska (Siostra Zenona Okrzasy)
- Michał Anioł (brat Swego Brata)
- Piotr Antczak (Gangster Ze Skody)
- Krzysztof Baumiller (Prawdziwy Przyjaciel)
- Stanisław Biczysko (Kamienicznik)
- Wojciech Biedroń (Robert)
- Jacek Cywiński (Pisarz Fantasta)
- Janusz Grudziński (Człowiek Z Cyrku)
- Jarosław Grządzielski (Psycholog)
- Jerzy Gudejko (Szef Zenona)
- Tomasz Jarski (Fałszywy Przyjaciel)
- Lech Kaźmierczak (Podinspektor Grzegorz Flinta)
- Janusz R. Kowalczyk (Żebrak)
- Wojciech Modrzejewski (Gangster Z Czarną Teczką)
- Tomasz Preniasz-Struś (Kolekcjoner Narzędzi)
- Tomasz Samosionek (Kolekcjoner Kobiet)
- Sławomir Sulej (Ksiądz)